# Gbarpolu County
Gbarpolu County är en region i Liberia. Den ligger i den nordvästra delen av landet, 130 km norr om huvudstaden Monrovia. Antalet invånare var 95 995 vid folkräkningen 2022. Arean är 3 271 kvadratkilometer (1 263 engelska kvadratmil).
Gbarpolu County bildades år 2003 av de två lagstadgade distrikten Bopolu och Gbarma som tidigare tillhörde Lofa County.
Gbarpolu County delas in i sex distrikt, 11 hövdingadömen och 27 klaner. Distrikten är Bopolu, Gbarma, Kongba, Belle, Gou-Nwolala och Bokomu.
Bopolu är regionhuvudort. Därtill finns de större orterna Gbarma Town, Zuie Town, Belle Baloma, Gumgbeta och Palakwelleh i respektive distrikt.
I Gbarpolu County finns också:
- Gola National Forest
- Kpelle National Forest